# Syngrapha parilis
Syngrapha parilis is een vlinder uit de familie uilen (Noctuidae). De wetenschappelijke naam is voor het eerst geldig gepubliceerd in 1809 door Hübner.
De soort komt voor in Europa.